# Луковський Ігор Володимирович
Ігор Володимирович Луковський — радянський сценарист і драматург. Лауреат Сталінської премії першого ступеня (1947) за фільм «Адмірал Нахімов».

## Біографічні відомості
Народився 9 травня 1909 р. в Катеринославі. Закінчив два курси Одеського кінотехнікуму (1925—1928). Літературну діяльність розпочав 1925 р.
Автор сценаріїв українських фільмів: «Зигмунд Колосовський» (1945), «Багаття безсмертя» (1955, у співавт. з А. Народицьким), «Круті сходи» (1957, у співавт. з Віктором Золотаревським), «Киянка» (1958, 2 с.), «Спадкоємці» (1960), «Їх знали тільки в обличчя» (1966, разом з Е. Ростовцевим і Б. Юнгером).
Учасник Німецько-радянської війни. Нагороджений медалями. Був членом Спілки письменників Росії. Помер 26 листопада 1979 р.

## Фільмографія
- 1939: «Вогняні роки» (у співавт.)
- 1946: «Адмірал Нахімов»
- 1946: «Зигмунд Колосовський»
- 1956: «Таємниця вічної ночі»
- 1957: «Круті сходи» (у співавт.)
- 1958: «Киянка»
- 1960: «Спадкоємці»
- 1960: «Операція «Кобра»» (у співавт. з Дмитром Васильєвим)
- 1965: «Вирішальний крок»
- 1966: «Смерть лихваря»
- 1966: «Їх знали тільки в обличчя»
- 1967: «Зрада» (у співавт. з Тахіром Сабіровим та Джалолом Ікрамі)
- 1967: «Генерал Рахімов» (у співавт. з Загідом Сабітовим та Камілем Яшеном)
- 1969: «Він був не один» (у співавт. з Загідом Сабітовим)
- 1972: «Ураган в долині»
- 1974: «Хто був нічим...»
- 1975: «…той стане всім…» та ін.